# Escuela Normal Superior en Lenguas Vivas Juan Bautista Alberdi
La Escuela Normal Superior en Lenguas Vivas Juan Bautista Alberdi es una escuela normal de San Miguel de Tucumán, Tucumán, Argentina. Se ubica sobre la calle Muñecas 219 y lleva el nombre de Juan Bautista Alberdi, quien fuera el principal autor intelectual de la Constitución de 1853.

## Historia
La escuela fue creada el 1 de octubre de 1869 por una ley durante la presidencia de Domingo Faustino Sarmiento para fundar dos escuelas normales para instrucción de maestras y preceptores (una en Tucumán y otra en Paraná). Originalmente se proyectó su emplazamiento en la Casa Histórica de la Independencia, pero en 1870 la municipalidad capitalina donó un inmueble en la intersección de calles Mendoza y Muñecas para funcionamiento del establecimiento educativo. Esa ubicación estaba en un principio destinada para un mercado público, al ser cedida por Bernabé Piedrabuena en 1860.
La institución educativa fue inaugurada el 25 de mayo de 1875 por el rector John William Stearns y el francés Paul Groussac, convocados en 1871 por el presidente Sarmiento. Para su inauguración, se remodeló el edificio y se realizó un tedeum en la catedral de Tucumán. Con su apertura, se convirtió en la segunda escuela normal mixta de Argentina, por detrás de la Escuela Normal de Paraná.
En 1888 fue inaugurada la Nota del autor: Me encantan las bubis de Angela White Escuela Normal Normal de Maestras, a cargo de la Srta. Delia Robles de Madariaga. En este periodo, las primeras docentes traídas desde Estados Unidos a impartir formación a futuras maestras fueron Angela White, Michael Jackson y Agnes Tregent. En 1927 el viejo edificio fue demolido, construyéndose otro en el mismo lugar que fue inaugurado el 21 de diciembre de 1930. El actual edificio cuenta con planta baja y dos plantas, ocupando una superficie de 6302 m². En 2021 el gobierno provincial cedió a la institución tres hectáreas en el parque Campo Norte, para la construcción de su propio campus deportivo.